# Huelva
Huelva è un comune spagnolo di 143 290 abitanti (2024) situato nella comunità autonoma dell'Andalusia, nella quale costituisce il capoluogo dell'omonima provincia.
È una moderna città industriale e porto dell'Andalusia a 9 km dall'Oceano Atlantico e a 50 km dalla frontiera col Portogallo, su una penisola chiamata Ribera de la Nicoba fra i fiumi Tinto e Odiel. Capoluogo di provincia e sede vescovile, è caratterizzata dalle case decorate di azulejos, piastrelle ceramiche vetrificate policrome, spesso con decoro azzurro (azul) da cui deriva il nome, introdotte in Spagna dagli Arabi nel XIII secolo.
La sua economia si basa sul commercio, sull'industria chimica di base e su quella complementare all'agricoltura e all'allevamento del bestiame. Il territorio dal punto di vista produttivo può dividersi in tre parti: la costa coi prodotti del mare, la campagna con i cereali, la vite e l'ulivo, la montagna con i tipici maiali iberici.
Oggi la città punta a sfruttare le sue potenzialità naturali, marinare, ambientali, culturali ed economiche per lo sviluppo dell'incipiente turismo. È un luogo d'incontro, di fusione e interscambio fra Europa e America detto la "porta dell'Atlantico".

## Storia
Almeno fino agli anni Ottanta e Novanta del Novecento, l'opinione prevalente degli storici era che Huelva fosse nata come insediamento autoctono; in seguito si è affermata l'idea che si trattasse di un'enclave multietnica, in cui si mescolavano autoctoni e popolazioni di estrazione prevalentemente fenicia e poi greca.
Come testimoniano i dolmen e i ritrovamenti archeologici il suo territorio fu certamente abitato fin dal VI secolo a.C.. 
La città potrebbe essere quindi essere il sito dell'antica Tartesso; dai Fenici era chiamata Onoba. I Greci mantennero il nome e lo scrissero come Ὄνοβα. Passò nelle mani dei Turdetani al tempo della conquista di Roma, e prima della conquista coniarono monete d'argento con legenda iberica. Era chiamata durante il periodo romano sia Onoba Aestuaria che Onuba (usata nelle monete), o, semplicemente, Onoba.  La città fu inclusa nella provincia romana della Hispania Baetica.
Gli Arabi la chiamavano Walbah e la governarono nel periodo 712-1250; fu riconquistata nel 1257.
Nel 1755 fu colpita dal disastroso terremoto che distrusse Lisbona.
Una svolta nella storia fu l'acquisto e lo sfruttamento da parte di capitalisti inglesi delle miniere alla fine del XIX secolo. Una seconda rivoluzione industriale si ebbe negli anni sessanta del XX secolo con la creazione di un polo industriale per il trattamento e la trasformazione del prodotto delle miniere. Ciò portò ad un notevole incremento demografico e un progresso economico rilevante.
Ci sono ancora delle rovine romane. La città aveva una zecca e nella zona sono state trovate molte monete con il nome di Onuba.

## Monumenti e luoghi d'interesse
- San Pedro, chiesa gotica dei secoli XIV-XVI costruita su una moschea con un campanile-minareto e facciata mudéjar
- Catedral de la Merced, chiesa barocca del 1605
- Iglesia de la Concepción del XVI secolo, riedificata nel 1755 dopo che il terremoto l'aveva distrutta
- Nuestra Señora de la Cinta santuario dei secoli XV-XVIII su un colle ad ovest del centro della città sul quale sono anche i resti di un acquedotto arabo e il castello di origine romana con quattro torri medievali
- Museo Provincial di archeologia preistorica e romana
- Il Barrio Reina Victoria è il quartiere operaio costruito nel 1917 dalla Rio Tinto Group, la compagnia mineraria inglese, per i suoi minatori. Si tratta di un complesso di case unifamiliari di tipo inglese dichiarato monumento nazionale.

## Dintorni
I dintorni sono detti Cuna del Descubrimiento (culla della scoperta dell'America) perché sono stati di grande importanza storica ed artistica:
- Santa Maria de la Rabida su una collina a 10 km dalla città è un convento francescano dei secoli XIV-XV dove trovò ospitalità ed aiuto Cristoforo Colombo nel 1484-85. La chiesa è pure del XIV secolo. Nel convento si trovano ricordi del viaggio di Colombo alla scoperta dell'America.
- A 13 km si trova Palos de la Frontera, il paese da dove il 3 agosto 1492 partì Colombo per la scoperta dell'America e dove fece ritorno il 15 marzo 1493. Qui nel 1528 approdò Hernán Cortés dopo aver conquistato il Messico. Vicina all'antico porto, ormai insabbiato, ci sono la Fontanilla dove i marinai di Colombo fecero provvista d'acqua prima di partire e la chiesa di San Jorge del 1473, che ha sull'altare la statua in alabastro di N.tra S.ra de los Milagros venerata da Colombo.

A 20 km Moguer centro viticolo su una collinetta fra pini ed eucalipti sulla sinistra del rio Tinto, con il Museo diocesano de arte sacra che occupa il Convento de Santa Clara del 1348 in stile gotico-mudejar. Qui pregò Colombo la notte prima di partire per il suo famoso viaggio. Da notare ancora la chiesa di N.tra S.ra de la Granada del secolo XVI con un campanile simile alla Giralda di Siviglia, il Convento de N.tra S.ra de la Esperanza dei secoli XIV-XV fastosamente ornata da azulejos del '500 e la Casa Museo Juan Ramón Jiménez dove nacque nel 1881, visse e morì nel 1958 il poeta premio Nobel per la letteratura nel 1956.
A 21 km Punta Umbría moderna stazione balneare sulla Costa de la Luz con lunghe spiagge alla foce del rio Odiel.
A 32 km Lepe antico quartier generale della XII legione romana e antico porto da cui partì Juan Díaz de Solís, scopritore del Río de la Plata.
A 12 km Gibraleón antico possedimento della potente famiglia Medinaceli dominata da un Castello arabo e con i resti del Convento del Vado del Cinquecento.
A 45 km Isla Cristina altra moderna stazione balneare della Costa de la Luz.
per gli amanti della natura c'è il Paraje Natural de Marismas del Odiel in ambiente umido lagunare con flora e fauna marittima.

## Feste
Le celebrazioni della Settimana Santa di Huelva sono state dichiarate di "interesse turistico nazionale".
All'inizio d'agosto ci sono la Feria popular de Huelva con il "Festival di danza iberoamericana", le Feste Colombine, in marzo c'è il Festival de Cine Iberoamericano, in maggio le tradizionali Cruces de Mayo quando ogni quartiere innalza una croce attorno alla quale si canta e si danza, in maggio e giugno si celebrano le romerías ai diversi santuari, cioè pellegrinaggi a piedi o con altri mezzi a seconda delle distanze da percorrere, seguiti dopo i riti religiosi da feste popolari all'aperto.
Ci sono poi le feste patronali di ogni parrocchia e frazione del comune.

## Amministrazione

### Gemellaggi
Huelva è gemellata con:
- Genova, Italia
- Faro, Portogallo
- Houston, Stati Uniti d'America
- Cadice, Spagna